# Chilips
Chilips là một chi bướm đêm thuộc phân họ Tortricinae của họ Tortricidae.

## Các loài
- Chilips claduncus Razowski, 1988